# Venezolana de Televisión
Venezolana de Televisión (VTV) ist ein landesweit ausstrahlender, staatlicher Fernsehsender in Venezuela. Er wurde am 1. August 1964 als private Fernsehanstalt unter dem Namen Cadena Venezolana de Televisión (CVTV) gegründet. Im September 1974 wurde der Sender von der venezolanischen Regierung gekauft und erhielt am 8. April 1976 seinen heutigen Namen. Sein Wahlspruch ist "'El Canal de Todos los Venezolanos'" (deutsch: der Sender aller Venezolaner).
Programminhalt des Senders sind ältere Kultursendungen, Dokumentationen sowie Nachrichten- und Meinungssendungen. Letztere beiden Sendeformate nehmen  (Stand 2012) den größten Teil der Sendezeit ein.
Seit Hugo Chávez im Dezember 1998 erstmals die Präsidentschaftswahl in Venezuela gewann und danach mit einer neuen Verfassung seine Macht festigte,  wird dem Sender nachgesagt, von der Regierung als Kampfinstrument gegen die Opposition und die privaten Medien (Venevisión, Globovisión, Televen und RCTV) eingesetzt zu werden. Beim Putschversuch gegen Hugo Chavez am 11. April 2002 wurde der Sender von den Putschisten abgeschaltet und blieb es bis zum 14. April, als Chávez wieder an die Macht zurückkehrte.